# Laons
Laons település Franciaországban, Eure-et-Loir megyében. Lakosainak száma 655 fő (2022. január 1.). Laons Maillebois és Châtaincourt községekkel határos.

## Népesség
A település népességének változása:
| Lakosok száma | 426  | 494  | 523  | 713  | 724  | 703  | 687  | 679  | 671  | 655  |
|               | 1968 | 1982 | 1990 | 2006 | 2013 | 2015 | 2017 | 2019 | 2020 | 2022 |